# Альтьери, Джованни Баттиста
Джованни Баттиста Альтьери (итал. Giambattista Altieri; 6 августа 1673, Рим, Папская область — 12 марта 1740, там же) — итальянский куриальный кардинал, доктор обоих прав. Титулярный архиепископ Тира с 12 июня по 11 сентября 1724. Камерленго Священной Коллегии кардиналов с 3 марта 1732 по 19 января 1733. Кардинал-священник с 11 сентября 1724, с титулом церкви Сан-Маттео-ин-Мерулана с 20 ноября 1724 по 26 января 1739. Кардинал-епископ Палестрины с 26 января 1739 по 12 марта 1740.